# Frederic I, Mare Duce de Baden
Frederic I (Frederick Wilhelm Ludwig), (n. 9 septembrie 1826, Karlsruhe, Marele Ducat de Baden – d. 28 septembrie 1907, Mainau, Republica Baden, Germania) a fost al șaselea Mare Duce de Baden din 1856 până în 1907.  

## Biografie
Frederic s-a născut la Karlsruhe la 9 septembrie 1826. A fost al treilea fiu al lui Leopold, Mare Duce de Baden (1790–1852) și a soției acestuia, Sofia a Suediei (1801–1865), fiica regelui Gustav al IV-lea Adolf al Suediei.

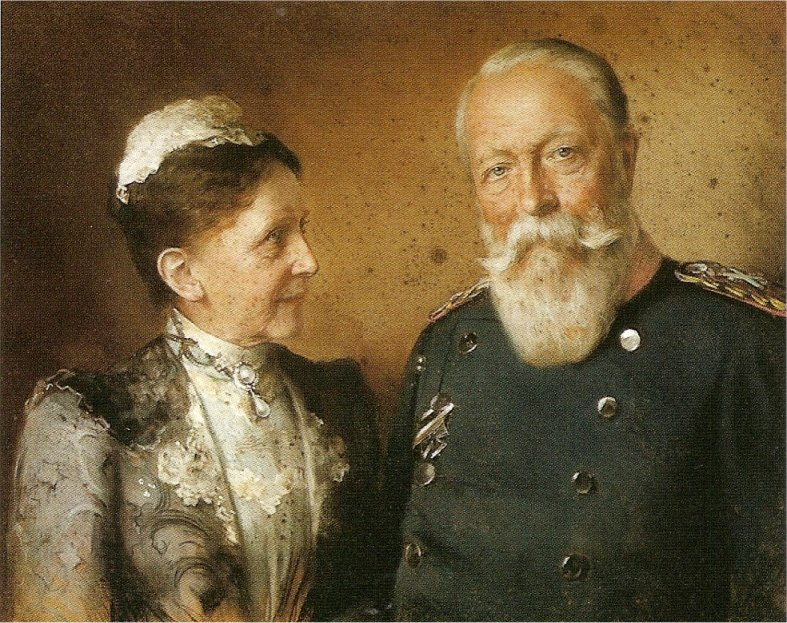
Frederic I și soția sa Louise de Baden

A devenit moștenitor prezumptiv al Marelui Ducat după decesul tatălui în 1852 și la ascensiunea fratelui său sub numele de Marele Duce Ludovic al II-lea. Datorită problemelor de sănătate mintală ale fratelui său, el a fost regent ad interim de Baden în perioada 1852-1855 și a luat titlul de Marele Duce în 1856. Fratele său, Ludovic al II-lea, a murit în 1858. 
Frederic a fost considerat un susținător relativ liberal al monarhiei constituționale. În timpul domniei sale a fost introdusă opțiunea de căsătorie civilă în Baden, precum și alegeri directe pentru Camera inferioară a Parlamentului de Baden în 1904.
Marele Duce a avut un rol esențial în istoria mișcării sioniste. În 1896 Marele Duce s-a întâlnit cu Theodor Herzl (fondatorul sionismului politic) prin cunoștința comună, reverendul William Hechler, și l-a ajutat pe Herzl în obținerea unei audiențe la nepotul său, împăratul german. După unele insistențe din partea Marelui Duce, împăratul a acceptat în cele din urmă audiența care a avut loc în Palestina, la 28 octombrie 1898, în timp ce Kaiserul era în pelerinaj în Palestina.
Frederic I a fost prezent la proclamarea Imperiului german la Versailles în 1871, el fiind singurul ginere al împăratului și unul dintre suveranii unui teritoriu german. 
A murit la reședința sa de vară de pe insula Mainau în sudul Germaniei, la 28 septembrie 1907, la vârsta de 81 de ani. Astăzi, Mainau este deținută de Fundația Lennart Bernadotte, creată de strănepotul lui Frederic, contele Lennart Bernadotte (1909–2004).

### Căsătorie și copii
În 1856, s-a căsătorit cu Prințesa Louise a Prusiei, fiica lui (atunci a prințului moștenitor) Wilhelm I și a soției acestuia, Augusta de Saxa-Weimar. Cuplul a avut trei copii:
- Marele Duce Frederick al II-lea de Baden (9 iulie 1857 - 9 august 1928); căsătorit cu Prințesa Hilda de Luxembourg; fără moștenitori.
- Regina Victoria a Suediei (7 august 1862 - 4 aprilie 1930); căsătorită cu regele Gustav al V-lea al Suediei, au avut moștenitori.
- Prințul Ludwig de Baden (12 iunie 1865 - 23 februarie 1888); a murit necăsătorit, fără moștenitori.

Prin fiica sa este strămoșul actualului monarh al Suediei, Carl XVI Gustaf al Suediei. 